# Akamatsu Ryōko
Akamatsu Ryōko (赤松 良子 (Xích Tùng Lương Tử)) (24 tháng 8 năm 1929 - 7 tháng 2 năm 2024) là cựu chính khách người Nhật Bản. Trước đây bà từng học tại Đại học Tokyo và giữ chức vụ làm Bộ trưởng Giáo dục, Văn hóa, Thể thao, Khoa học và Công nghệ Nhật Bản từ ngày 9 tháng 8 năm 1993 đến ngày 30 tháng 6 năm 1994.